# Friedrich Pockels
Friedrich Carl Alwin Pockels (* 18. Juni 1865 in Vicenza; † 29. August 1913 in Heidelberg) war ein deutscher Physiker und Bruder der Physikochemikerin Agnes Pockels.

## Leben

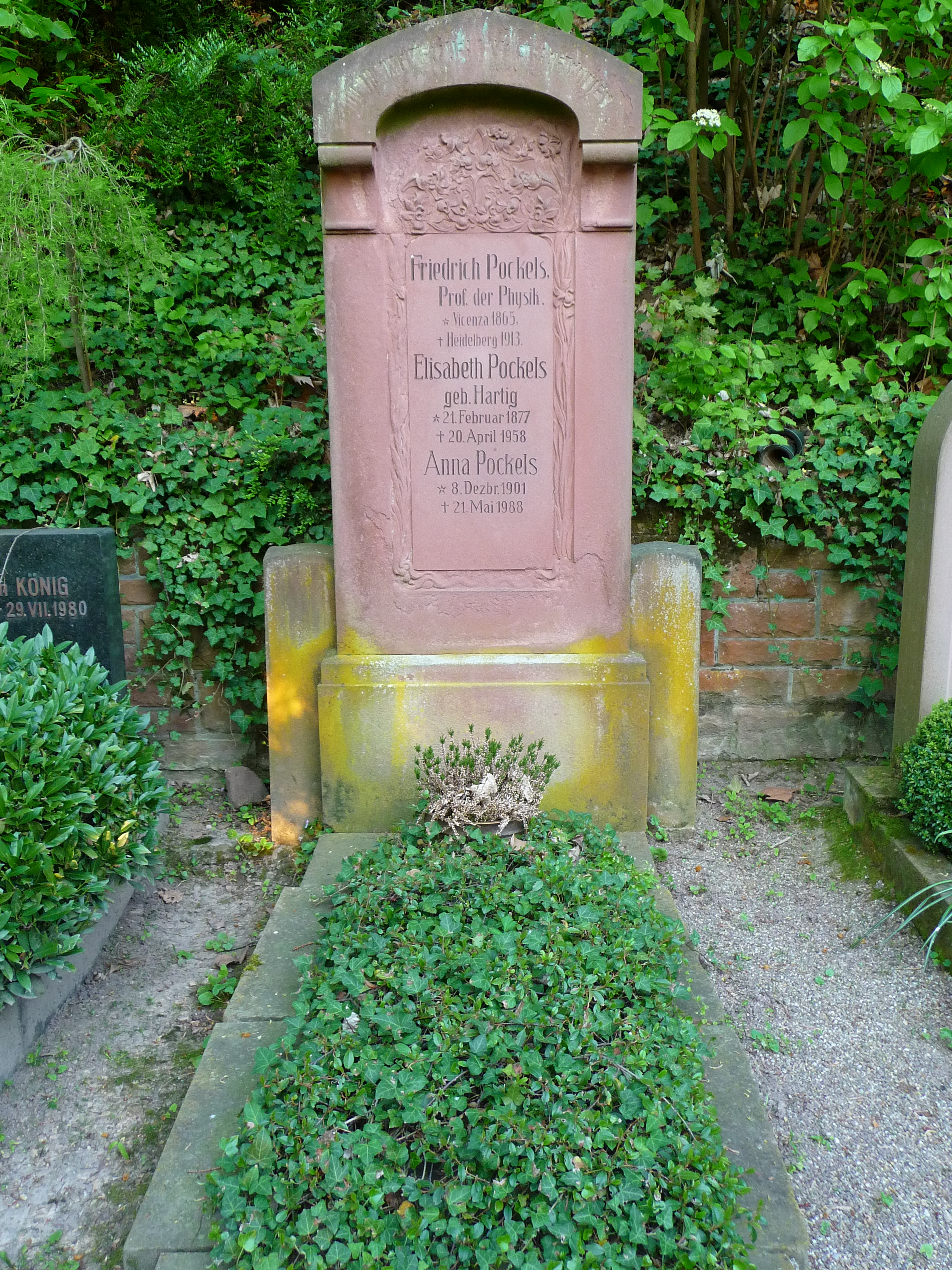
Pockels Grab in Heidelberg

Pockels war der Sohn von Theodor Pockels (1830–1906) und Alwine Becker (1838–1914). Er erhielt in Braunschweig seine Schulbildung, wo er ab 1883 Physik an der TH Braunschweig studierte. Dieses Studium setzte er zunächst an der Universität Freiburg im Breisgau und ab 1883 an der Universität Göttingen fort. Dort wurde er 1888 promoviert, er bestand im Jahr 1889 die Prüfungen für das Lehramt an höheren Schulen und wurde im selben Jahr Assistent am Physikalischen und Mineralogischen Institut der Universität Göttingen. Im Jahr 1892 habilitierte sich Pockels als Privatdozent für Physik.
Im Jahr 1896 wurde er außerordentlicher Professor für Physik an der TH Dresden. Am 8. September 1900 heiratete er in Dresden Anna Elisabeth Hartig (1877–1958). Von 1900 bis 1913 wirkte er als etatmäßig außerordentlicher Professor für Theoretische Physik an der Universität Heidelberg. Am 8. Dezember 1901 wurde seine Tochter Anna Mathilde Erika († 1988 in Heidelberg) im Ostalbkreis geboren.
Seit 1908 war er Schriftleiter der Beiblätter zu den Annalen der Physik und Chemie.
Sein Name ist verbunden mit dem Pockels-Effekt, der in der Pockels-Zelle Verwendung findet.
Seine ältere Schwester Agnes Pockels war Physikochemikerin, und seine Tante, die Porträtmalerin Caroline Pockels, war die älteste Tochter seiner Großeltern  Karl August Pockels (1794–1857) und Henriette Luise, geborene Sindram (1806–1890).

## Buch und Schriften
- Über die partielle Differentialgleichung Δu + k2u = 0 deren Auftreten in der mathematischen Physik: Mit Figuren im Text. Druck und Verlag von B. G. Teubner, Leipzig 1891 (339 S., goobi.tib.eu).
- Ueber den Einfluss elastischer Deformationen, speciell einseitigen Druckes, auf das optische Verhalten krystallinischer Körper. Dissertation, Göttingen, 1889. Zugl.: Annalen der Physik. Band 273, Nr. 5, 1889, S. 144–172, doi:10.1002/andp.18892730509.
- Ueber den Einfluss des elektrostatischen Feldes auf das optische Verhalten piezoelektrischer Kristalle. Göttingen, 1894. Nachdruck: VDM-Verlag Dr. Müller, Saarbrücken 2008, ISBN 978-3-8364-4082-0 (gdz.sub.uni-goettingen.de).
- Lehrbuch der Kristalloptik. Teubner, Leipzig, 1906 (urn:nbn:de:urmel-fc0fe67b-3727-4a17-bbc3-4e680427d08d7). Nachdruck: VDM-Verlag Dr. Müller, Saarbrücken 2008, ISBN 978-3-8364-4063-9.